# Мирјана Повић
Мирјана Повић (Панчево, 8. август 1981) је српска астрофизичарка. Она је доцент на Етиопскоме институту за свемирска истраживања и технологије, сарадник-истраживач Институту за астрофизику Андалузије и почасни предавач на Универзитету за науку и технологију Мбарара. Њена ужа специјалност су формирање и еволуција галаксија.

## Рани живот и образовање
Повић је рођена у Панчеву, у Социјалистичкој Федеративној Републици Југославији (данашња Србија). Имала је само девет година када су Словенци, а потом и Хрвати почели рат за сецесију од СФРЈ. За астрономију се заинтересовала као дете, због немаштине је стопирала да би похађала часове. Студирала је физику на Београдскоме универзитету на којем је имала стипендију. Дипломирала је 2005. године. Добила је стипендију за студије астрофизике на Универзитету у Дараму годину дана раније. Докторирала је на Универзитету у Ла Лагуни уједно радећи и на Институту за астрофизику на Канарима (ИАЦ).  Докторат јој је био из области формирања и еволуције галаксија, а теза јој је била о активноме галактичком језгру. Током докторских студија, Повић је волонтирала у Танзанији и Кенији и остала је „задивљена лепотом и разноликошћу Африке“. На постдокторским студијама 2010. г. је била на Универзитету Квазулу-Натал, а затим се годину дана доцније враћа на Институт за астрофизику у Андалузији. Године 2012. се укључила у Афричку мрежу за школску едукацију астрономије. Тада почиње да волонтира у Гранадскоме удружењу за људска права у Андалузији специјализирајући се за проституцију и имиграцију.

## Истраживање и каријера
Повић ради на формирању и еволуцији галаксија. При проучавању галаксија, она користи планетарне анкете попут АЛХАМБРА-е (Advanced Large Homogeneous Area Medium-Band Redshift Astronomical /ALHAMBRA/). Повић такође истражује брзину формирања звезда и металну масу. Сарадник-истраживач је на Институту за астрофизику Андалузије. Године 2013. се придружила Удружења жена истраживача и технолога.
Три године доцније, она је ушла у Опсерваторију и истраживачи центар „Ентото” у Етиопији. Она верује да ће астрономија и наука о свемиру бити важни за Африку у афричком циљу одрживога развоја. Она је доцент на Етиопскоме институту за свемирска истраживања и технологије (ЕССТИ /Ethiopian Space Science and Technology Institute/), а била је ту од његовога оснивања. Повић је професор физике и шеф Катедре за астрономију на томе факултету. Она је била задужена за обуку прве генерације постдипломаца из астрономије која је укључивала Етиопљане, Танзанијце, Руанђане и Уганђане. У њеном кабинету се налазе више од 100 чланова особља, али само њих петоро имају докторате. Повић је једина жена и једини европски члан тога тима.
Исте године (2016) почела је координацију програма Афричка мрежа за школску едукацију астрономије. Предавала је физику широм Африке, укључујући сирочад у Руанди и ХИВ-позитивнима у Танзанији. Она верује да би научници требало провести више времена повезивајући се са земљама и народима у развоју. Води научне клубове и циклусе предавања за средњошколце у Етиопији.
Године 2018. примила је прву награду чувеног научног часописа Nature за инспиративан рад у науци, као и  за своја истраживачка достигнућа и допринос друштву. Обећала је да ће новац од награде (10 хиљада евра) искористити за повезивање жена научника у Етиопији.
Влада Србије  је 2019. године позвала Мирјану Повић да буде један од њених амбасадора науке, a добила је и признање од ESSTI за изузетан допринос.
Чланица је Међународне астрономске уније.